# Penistone
Penistone är en stad och civil parish i Barnsley i South Yorkshire i England. Orten har 11 270 invånare (2011). Byn nämndes i Domedagsboken (Domesday Book) år 1086, och kallades då Pangeston/Pengeston/Pengestone.
Penistone är beläget på den södra stranden av floden Don.